# Горелово (станция)
Горе́лово — железнодорожная станция Октябрьской железной дороги на линии Ленинград — Лигово — Гатчина, между станцией Лигово и платформой Скачки. Расположена в посёлке Горелово, находящемся в составе Красносельского района Ленинграда.

## История
Станция Горелово была открыта в 1898 году под названием Горе́лово-Карье́р. В 1912 году на ней был построен вокзал — одноэтажное с мезонином здание в стиле модерн. Сегодня оно является единственной кирпичной постройкой, сохранившейся в Горелово с дореволюционных времен. В конце 2012 — начале 2013 года вокзал покрасили в белый цвет в соответствии с корпоративным стилем РЖД.
В 1935 году станция была электрифицирована в составе участка Лигово - Красное Село. Напряжение в контактной сети тогда составляло 1,5 кВ постоянного тока. Контактная сеть после разрушений в результате боевых действий во время ВОВ была восстановлена к 1948 году, а в 1966 году этот участок был переведён на напряжение 3,3 кВ постоянного тока.
14 декабря 2016 года вокзал станции Горелово был признан выявленным объектом культурного наследия. Инициатором присвоения статуса была интернет-газета «Канонер». Распоряжением КГИОП № 162-р от 22.05.2020 здание вокзала включено в единый государственный реестр в качестве объекта культурного наследия регионального значения.

## Описание
На станции имеются две боковые платформы. Возле платформы на Ленинград расположено здание вокзала.
От станции в сторону аэродрома Горелово отходит подъездной путь, обслуживаемый военными. Ранее в районе станции существовали карьеры, в которых добывался песок.

## Общественный транспорт
- Автобусные маршруты городские № 81
- Автобусные маршруты пригородные № 458, 458А, 458Б
- Автобусные маршруты № 181 (областной), 105А, 636.
- Также остановки общественного транспорта находятся на Красносельском шоссе (А180 «Нарва» E 20) примерно в 600 метрах от платформы[8].

## Фотогалерея
- Вид на север
- Электропоезд на Ленинград
- Указатель с названием станции
- Перекрашенное здание вокзала

### Расписание
- Расписание пригородных поездов. Яндекс.Расписания.
- Расписание пригородных поездов на tutu.ru